# 3948 Bohr
3948 Bohr è un asteroide della fascia principale. Scoperto nel 1985, presenta un'orbita caratterizzata da un semiasse maggiore pari a 2,2623090 UA e da un'eccentricità di 0,1946775, inclinata di 2,72745° rispetto all'eclittica.